# Mistrzostwa Europy w Judo 1957
6. Mistrzostwa Europy w Judo odbyły się 10 listopada 1957 roku w Rotterdamie.

## Klasyfikacja medalowa
| Miejsce | Państwo         |   |   |    | Razem |
| ------- | --------------- | - | - | -- | ----- |
| 1       | Holandia        | 3 | 2 | 5  | 10    |
| 2       | Wielka Brytania | 2 | 1 | 1  | 4     |
| 3       | Francja         | 1 | 5 | 3  | 9     |
| 4       | RFN             | 1 | 1 | 2  | 4     |
| 5       | Belgia          | 1 | 0 | 3  | 4     |
| 6       | Włochy          | 1 | 0 | 0  | 1     |
| 7       | Czechosłowacja  | 0 | 0 | 2  | 2     |
| 8       | Hiszpania       | 0 | 0 | 1  | 1     |
| Razem   | Razem           | 9 | 9 | 17 | 35    |

## Medaliści

### Mężczyźni
| Konkurencja: | Złoto:                                                                                            | Srebro:                                                                                | Brąz: |
| −68kg        | Coos Bonte                                                                                        | Guy Lample                                                                             | Désiré Durieux Jan de Waal |
| −80kg        | Pierre Rigal                                                                                      | Hein Essink                                                                            | Michel Franceschi Werner Steinbeck |
| ponad 80kg   | Nicola Tempesta                                                                                   | Etienne Nemer                                                                          | Joop Dirks Jiří Mašín |
| Open         | Anton Geesink                                                                                     | Bernard Pariset                                                                        | Gerhard Alpers Charles Palmer |
| −1 dan       | John Newman                                                                                       | Marcel Nottola                                                                         | Joop Dirks Leopold Pisin |
| −2 dan       | Franz Sineck                                                                                      | Alan Petherbridge                                                                      | Jean Begaux Cor de Waal |
| −3 dan       | Daniel Outelet                                                                                    | Walter Reiter                                                                          | Robert Dazzi Tony Wagenaar |
| −4 dan       | Anton Geesink                                                                                     | Henri Courtine                                                                         | Robert Picard |
| Drużynowo    | Geof Gleeson · John Newman · Charles Palmer · Alan Petherbridge · Douglas Young · Wielka Brytania | Jan Anraad · Hein Essink · Theo van Ierland · Anton Geesink · Tony Wagenaar · Holandia | Pedro Casanovas · José del Busto · Antonio Navarro · José Pons · Virgilio · Hiszpania · Pierre Brouha · Pierre de Rouck · Theodor Guldemont · Daniel Outelet · Georges Wattier · Belgia |